# El Mirador
Pour les articles homonymes, voir Mirador.
El Mirador est un site archéologique maya de l'Époque préclassique dans le bassin du même nom, situé dans le département du Petén au Guatemala, à quelques kilomètres au sud de la frontière mexicaine, au cœur de la Réserve de biosphère Maya. Il se dressait au milieu d'une forêt pluviale dense parsemée de marécages saisonniers. Édifié à partir du VIe siècle av. J.-C., il atteint son apogée entre le IIIe siècle av. J.-C. et le Ier siècle pour être abandonné aux alentours de 150 de notre ère. Le site fut réoccupé partiellement à l'Époque classique (ca. 700-900).
Le penchant des Mayas pour les fastes architecturaux apparut vers l'an 600 av. J.-C. avec la construction de pyramides massives à El Mirador.

## Histoire moderne

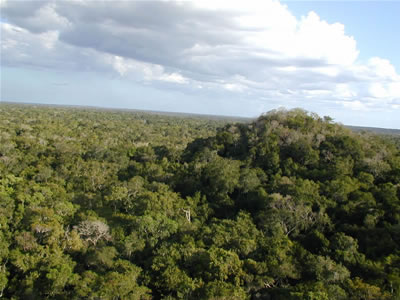
Pyramide « El Tigre » émergeant de la jungle.

Le site était connu des chicleros qui parcouraient la région à la recherche de chiclé. Ils lui ont donné son nom : « El Mirador », le « poste d'observation » en espagnol, car du sommet de ses pyramides on embrasse la région environnante. On doit également aux chicleros le nom des principales structures du site : « Tigre » (jaguar), « Danta » (tapir) ou « Monos » (singes-hurleurs). Le site fut officiellement visité pour la première fois en 1926 et fit l'objet de photographies aériennes en 1930. Une première expédition archéologique eut lieu en 1933. Il fallut attendre 1962 pour que des archéologues reviennent dans cette région particulièrement difficile d'accès. Une première série de travaux importants, menés par Ray T. Matheny, Bruce H. Dalhin ainsi qu'Arthur Demarest et Robert J. Sharer, s'échelonna de 1978 à 1983.
Depuis 2003, les archéologues Richard Hansen de Université d'Utah et Carlos Morales-Aguilar de l'Université Paris 1 Panthéon Sorbonne y travaillent. La « Cuenca Mirador » figure en tête d'un groupe de cinq sites sélectionnés en 2002 par le gouvernement du Guatemala en vue d'une nomination sur la liste du Patrimoine mondial de l'UNESCO, un projet contesté par certains. C'est sur ce site que son équipe a découvert une frise de trois mètres sur quatre, que les premières estimations donnent comme étant la plus ancienne de la civilisation Maya, datant approximativement de l'an -300.

## Description

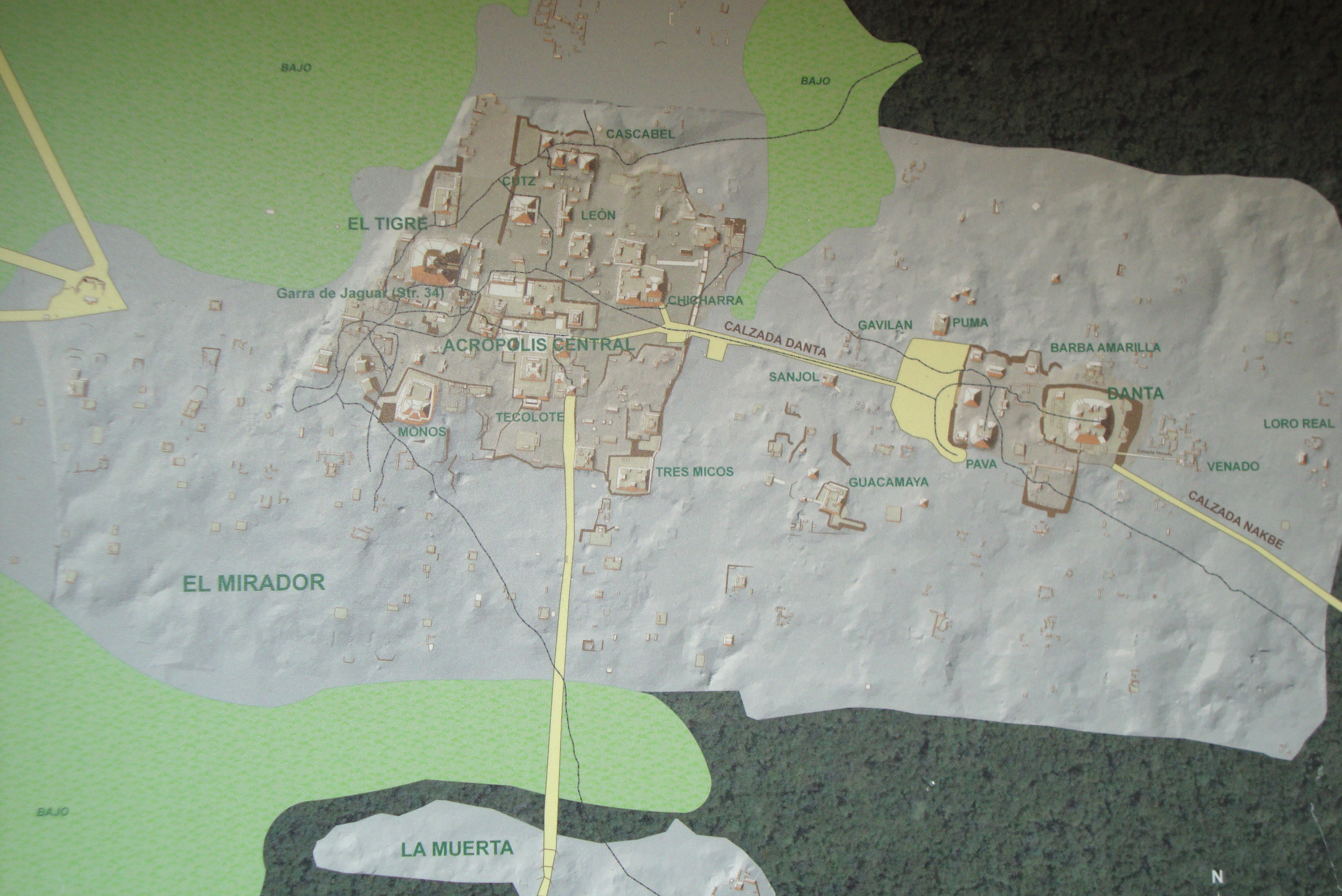
Partie centrale du site

Le site s'étend probablement sur près de 16 km2. D'ouest en est on distingue le Groupe Ouest et le complexe Danta reliés par un sacbé. Le Groupe Ouest se compose de plusieurs complexes, dont les plus connus sont le Complexe Tigre, l'Acropole centrale et le Complexe Monos. Cette partie du site est délimitée par une enceinte à l'est et au sud, tandis qu'à l'ouest il se termine par une pente escarpée. L'ensemble le plus impressionnant est le Complexe Tigre, dominé par la pyramide du même nom. La surface au sol de cet édifice haut de 54 mètres est six fois plus grande que celle du Temple IV de Tikal. La pyramide est surmontée de trois structures, une grande flanquée de deux plus petites. Cet agencement en « triade » est caractéristique de l'architecture d'El Mirador et du Préclassique récent en général.

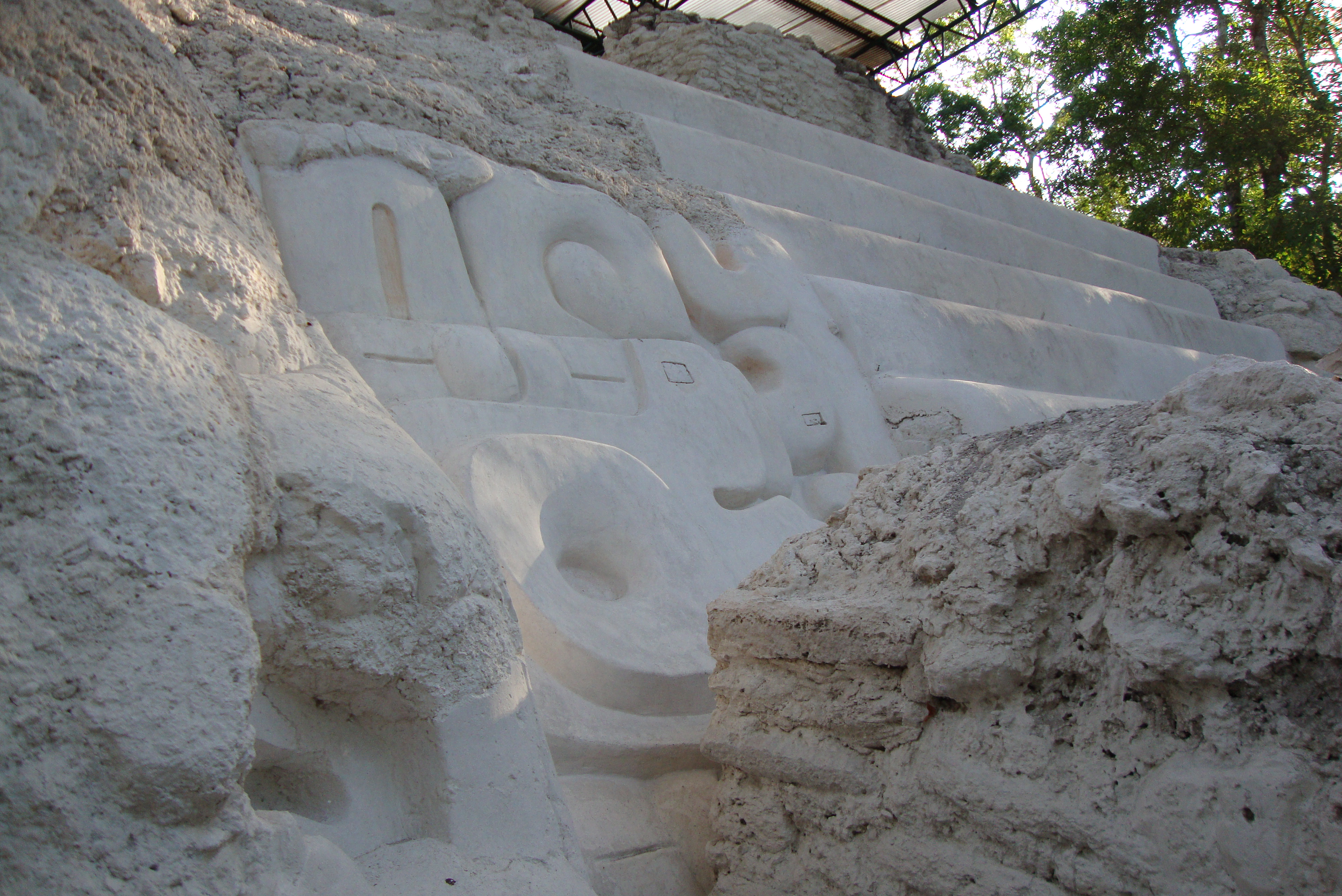
Masque en stuc partiellement détruit de la Structure 34.

## Liens
- La Muerta
- Naachtun